# Ехнатон (драма)
Ехнатон је драмско дело Агате Кристи објављено 14. маја 1937. године.

## О делу[1]
Иако је написан 1937. године, Ехнатон је објављен 1973. године у Енглеској. Никада није професионално извођен на сцени, мада је 2001. године изведен прилично невешто на Фестивалу театра Агате Кристи. Када је написан предат је глумцу Џону Гилгуду ради разматрања могућег извођења на сцени. Иако је изразио опште дивљење према делу, није био спреман да учествује у продукцији.

## Синопсис
Радња је смештена у Египту, у доба када је млади краљ Ехнатон покушао да у земљу уведе нову вероисповест. То ће донети трагедију њему и целом Египту.
Није ово први случај у делу ове ауторке да залази у давну прошлост. То је учинила и у делу Смрт долази на крају, који се, супротно од Ехнатона, сматра криминалистичким романом.